# مناجم (شركة)
مناجم، شركة مغربية منجمية متخصصة في إنتاج الكوبالت، الزنك، الرصاص، النحاس، الذهب... تنشط الشركة أيضا في قطاع الصناعات الهيدرو معدنية. مدرجة منذ سنة 2000 في بورصة الدار البيضاء. تملك مجموعة أونا 75% من رأس مال الشركة.
يبلغ عدد الموظفين قي الشركة حوالي 5660 موظف وقد تجاوزت أرباح الشركة أكثر من 1646 مليون درهم مغربي سنة 2005.